# Acronema tenerum
Acronema tenerum är en flockblommig växtart som först beskrevs av Dc., och fick sitt nu gällande namn av Michael Pakenham Edgeworth. Acronema tenerum ingår i släktet Acronema och familjen flockblommiga växter. Inga underarter finns listade i Catalogue of Life.